# L'Empire des Ombres
Pour plus de détails, voir Fiche technique et Distribution.
L'Empire des Ombres (Vanishing on 7th Street aux États-Unis) (Disparitions sur la 7e rue au Québec) est un film réalisé par Brad Anderson.

## Synopsis
Après que la lumière s'est temporairement éteinte dans le cinéma d’un centre commercial de Détroit, tout le monde a disparu, ne laissant que leurs vêtements au sol. Luke, un journaliste télévisuel se rend compte que la disparition de la population est généralisée. Des ombres dans l’obscurité semblent responsables de ces volatilisations lorsque la lumière vient à manquer. Quelques survivants près du générateur électrique d’un bar, tentent de survivre. Leurs âmes sont finalement piégées par l’obscurité et les deux derniers survivants, des enfants, quittent la ville pour Chicago...

## Fiche technique
- Réalisation : Brad Anderson
- Scénario : Anthony Jaswinski
- Musique : Lucas Vidal
- Photographie : Uta Briesewitz
- Montage : Jeffrey Wolf

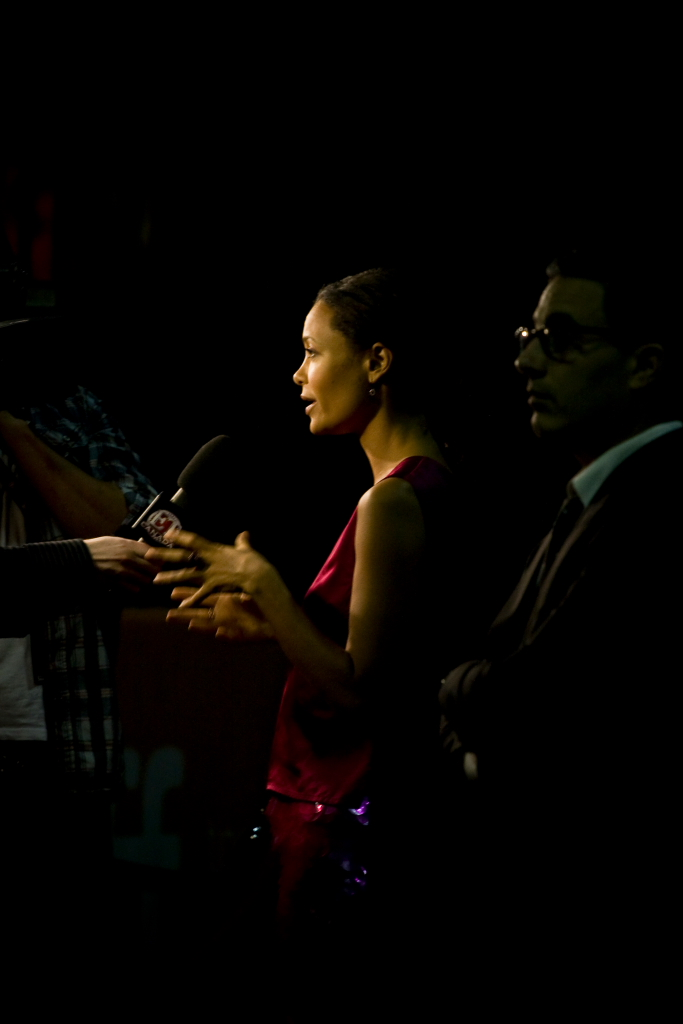
L'actrice principale Thandie Newton à la première du film au Festival international du film de Toronto 2010.

- Production : Norton Herrick, Tove Christensen et Celine Rattray
- Sociétés de production : Herrick Entertainment  et Mandalay Vision
- Langue : anglais
- Dates de sortie :
  - 12 septembre 2010 au Festival international du film de Toronto ( Canada)
  - 7 janvier 2011 aux  États-Unis en vidéo à la demande
  - 30 janvier 2011 au Festival international du film fantastique de Gérardmer ( France)
  - 1er juin 2011 en DVD ( France)

## Distribution
- Hayden Christensen (VF : Emmanuel Garijo) : Luke Ryder
- Thandie Newton (VF : Annie Milon) : Rosemary
- John Leguizamo (VF : Emmanuel Karsen) : Paul
- Jacob Latimore : James

## Commentaires
L'histoire du film est en partie inspirée de la disparition inexpliquée des membres de la seconde colonie de Roanoke constatée en 1590. La colonie installée en 1587 a disparu sans laisser de traces à l'exception du mot « Croatoan » gravé sur un arbre.